# Sonvilier
Sonvilier (Duits (verouderd): Sumwiler) is een gemeente en plaats in het Zwitserse kanton Bern, en maakt deel uit van het district Jura bernois.
Sonvilier telt 1.246 inwoners.